# Androcalymma
Androcalymma je monotipski biljni rod iz porodice mahunarki. Jedina vrsta je brazilsko drvo A. glabrifolium
Naraste do 30 metara visine; deblo promjera 45 cm. Latica 5, čašični listića 5, prašnika 4, prašnici bazifiksirani,